# Скрайвер, Чарльз
Чарльз Роберт Скрайвер (англ. Charles Robert Scriver; 7 ноября 1930, Монреаль — 7 апреля 2023, там же) — канадский учёный, специализировавшийся в области медицинской генетики. Автор исследований наследственных дефектов обмена веществ, автор методов борьбы с фенилкетонурией и детским рахитом, главный редактор справочного издания «Метаболические и молекулярные основы наследственных заболеваний». Член Канадского и Лондонского королевских обществ, компаньон ордена Канады (1996; офицер с 1985), великий офицер Национального ордена Квебека, член Канадского зала медицинской славы (2001).

## Биография
Родился в Монреале в ноябре 1930 года, единственный ребёнок в семье. Отец — врач-терапевт Уолтер де Муйпье Скрайвер, главный врач Королевской больницы Виктории в Монреале. Мать — педиатр Джесси Мэрион Бойд Скрайвер, специалистка по серповидноклеточной анемии. Окончив коллеж Нижней Канады, в 1948 году поступил в Макгиллский университет, где изучал географию и сравнительное литературоведение. Получил степень бакалавра с отличием в 1950 году, но, отказавшись к этому моменту от карьеры географа, продолжил обучение в медицинской школе того же университета.
Во время учёбы завязал тесные отношения с Эстер Перс, дочерью руководителя радиологического отделения Королевской больницы Виктории. Они поженились в 1956 году, на следующий год после того как Чарльз, также с отличием, получил степень доктора медицины. В 1956 году он завершил интернатуру в Королевской больнице Виктории. Благодаря протекции одного из преподавателей, Алана Росса, получил предложение продолжить учёбу при Детской больнице Бостона — основном учебно-медицинском центре Гарвардского университета. В ходе резидентуры в Бостоне участвовал в исследованиях генетических заболеваний системы обмена веществ. Заинтересовавшись возможностями бумажной хроматографии в диагностике врождённых дефектов метаболизма, в 1958 году с женой и новорождённой дочерью отправился в Лондон, где как стипендиат Маклахлиновской стипендии для студентов за рубежом провёл два года в лаборатории Чарльза Дента.
Во время пребывания в Лондоне Скрайвер использовал новые знания в области распределительной хроматографии для анализа клинического материала одного из своих пациентов в Бостоне. Это привело его к открытию ранее неизвестного дефекта обмена веществ, получившего название «гиперпролинемия», и новой системы ренального транспорта. Результаты этих исследований были опубликованы в журнале Nature и в New England Journal of Medicine, создав Скрайверу устойчивую репутацию в научном обществе.
По возвращении в Канаду в 1960 году начал работу на отделении педиатрии Макгиллского университета. На следующий год основал при Монреальской детской больнице лабораторию биохимической генетики. В 1967 году Скрайвер в сотрудничестве с Кэрол Клоу доказал диетическую причину хронического дефицита витамина D — фактора, влияющего на развитие детского рахита, широко распространённого в Квебеке. Выступление Скрайвера перед комиссией Кастонге, разрабатывавшей реформу системы здравоохранения в Квебеке, привело к тому, что витамин D в этой провинции начали централизованно добавлять в молоко. В результате за короткое время частота этого заболевания в Квебеке снизилась в сто раз — с одного случая на 200 детей до одного случая на 20 тысяч. В 1974 году, с созданием Национального центра распределения продуктов для лечения метаболических заболеваний, Скрайвер стал его первым директором.
Благодаря Скрайверу в Квебеке было налажено скрининговое обследование учащихся старших классов, целью которого была идентификация носителей генов, отвечающих за развитие болезни Тея — Сакса и талассемии. Эта программа в сочетании с разъяснительной работой среди обнаруженных носителей привели к снижению частоты обоих заболеваний более чем на 90 %. Скрайвер с коллегами и учениками уделял значительное внимание исследованию фенилкетонурии — врождённому дефекту метаболизма аминокислот. Эти исследования привели к созданию синтетического тетрагидробиоптерина, в дальнейшем производившегося под торговой маркой Kuvan, и разработке недиетического метода лечения фенилкетонурии с использованием фенилаланинаммиаклиазы.
В 1980-е годы участвовал в создании международной компьютеризированной базы данных по мутациям фенилаланингидроксилазы (PAHdb). Эта база, один из ранних проектов в области биоинформатики, стала прототипом проекта «Вариом человека», в свою очередь бывшего предшественником проекта «Геном человека». Скрайвер выступил в качестве редактора-составителя 6—8 изданий энциклопедического справочника «Метаболические и молекулярные основы наследственных заболеваний» (англ. The Metabolic and Molecular Bases of Inherited Diseases), ставшего одной из самых фундаментальных публикаций в данной области, а позже был почётным редактором интернет-версии этого справочника. Вместе с Бартоном Чайлдсом редактировал новое издание книги Гаррода The Inborn Factors of Disease.
В конце жизни на протяжении более десятилетия Скрайвер страдал от болезни Паркинсона. Он умер в апреле 2023 года в Монреале в возрасте 92 лет, оставив после себя жену и четырёх детей.

## Признание заслуг
Научная работа и деятельность по борьбе с наследственными заболеваниями принесли Чарльзу Скрайверу профессиональное признание. Он был, среди прочего, членом Канадского общества клинических исследований (президент в 1975), международного Общества педиатрических исследований, Института популяционных исследований, Американского общества генетики человека (президент в 1986 году) и Американского педиатрического общества, Британского общества исследований наследственных метаболических заболеваний. В 1973 году Скрайвер стал членом Королевского общества Канады, а в 1991 году — Лондонского королевского общества. Ему было присвоены звания почётного доктора Манитобского университета (1992), Университета Британской Колумбии (2002) и Макгиллского университета (2007).
В 1985 году учёный был произведён в офицеры ордена Канады, а в 1996 году повышен до компаньона — высшей степени этого ордена. В 1997 году он был произведён в великие офицеры Национального ордена Квебека. В 2001 году его имя было включено в списки Канадского зала медицинской славы. Член Академии великих монреальцев с 2001 года и командор ордена Монреаля с 2016 года. В 1979 году удостоен Международной премии Гайрднера (Канада), в 1981 Мемориальной медали Маклахлина от Королевского общества Канады, в 1995 году премии Уайлдера Пенфилда от правительства Квебека, а в 2010 году — Поллиновской премии за педиатрические исследования (США).